# Даулинг, Дорис
Дорис Даулинг (англ. Doris Dowling), имя при рождении Дорис Рита Смит (англ. Doris Rita Smith; 15 мая 1923 года — 18 июня 2004 года) — американская актриса театра, кино и телевидения 1940—1980-х годов.
Более всего Даулинг известна по ролям в фильмах «Потерянный уикэнд» (1945), «Синий георгин» (1946), «Багровый ключ» (1947), «Горький рис» (1949), «Алина» (1950), «Отелло» (1951), «Бегущая мишень» (1956) и «Автомобиль» (1977).

## Ранние годы жизни и начало карьеры
Дорис Даулинг родилась 15 мая 1923 года в Детройте, Мичиган, США. Её имя при рождении - Дорис Рита Смит (англ. Doris Rita Smith), а Даулинг — это девичья фамилия её матери. Дорис росла в Нью-Йорке вместе с братьями Робертом, Ричардом и старшей сестрой Констанс, которая также стала актрисой. В 1940 году вслед за старшей сестрой Дорис стала играть на Бродвее. В 1940 году в возрасте 17 лет Дорис дебютировала в качестве танцовщицы в бродвейском мюзикле «Панама Хэтти» (1940—1942). Она недолго проработала в мюзик-холле «Фоли Бержер» в Сан-Франциско, прежде чем вернуться в Нью-Йорк, где закончила престижный Колледж Хантера. В 1941 году она продолжила карьеру на Бродвее, где играла танцевальные и эпизодические роли в таких мюзиклах, как «Глаза банджо» (1941—1942), «Побить группу» (1942), а также «Новые лица 1943 года» (1942—1943). В 1943 году Дорис решила пойти по стопам сестры Констанс и переехала в Голливуд, чтобы сниматься в кино.

## Голливудская карьера в 1945—1947 годах
На студии Paramount Pictures Дорис Даулинг сыграла эпизодические роли в романтической мелодраме «И теперь завтра» (1944) с Лореттой Янг и Аланом Лэддом, а также в музыкальной комедии с Вероникой Лейк и Сонни Тафтсом «Позовите девушек» (1945).
После этого Даулинг получила вторую по значимости женскую роль в ставшей классической драме Билли Уайлдера «Потерянный уикэнд» (1945) Она сыграла роль завсегдатой бара с добрым сердцем, которая даёт денег пустившемуся в запой алкоголику (Рэй Милланд) и в самый неподходящий момент покупает ему выпивку. Как отметил историк кино Гэри Брамбург, это был первый фильм категории А, в котором рассказывалось о горестных последствиях алкоголизма. Он получил четыре «Оскара» в таких номинациях как «Лучшая картина», «Лучший режиссёр», «Лучший сценарий» и «Лучшая мужская роль» (Милланд),. Что касается Даулинг, то, как написал в 1945 году кинообозреватель Эдвин Шаллерт в газете «Лос-Анджелес Таймс», «её игра с характерной манерой обрывать слова почти наверняка даст ей право на признание Академии». Но, как отметила современный обозреватель газеты Мирна Оливер, «этого не произошло, хотя Даулинг и произвела впечатление».
Уайлдер, с которым у Даулинг в тот момент был роман, затем дал ей небольшую роль тирольской девушки в музыкальном романтическом фильме с участием Бинга Кросби «Императорский вальс» (1948). Хотя фильм снимался в Канаде в 1946 году, он был выпущен на экраны только в 1948 году. Тем временем в фильме нуар по сценарию Рэймонда Чандлера «Синий георгин» (1946) Даулинг сыграла значимую роль неверной жены вернувшегося с войны героя (Алан Лэдд). Как пишет Берган, в этом фильме Даулинг предстала в образе «знойной, стройной и в высшей степени привлекательной брюнетки», которая открыто изменяет и издевается над мужем, пока она не становится жертвой таинственного убийцы.
После быстрого успеха в двух ролях Даулинг получила главную женскую роль в фильме категории В. На студии 20th Century Fox она предстала в образе роковой женщины в низкобюджетном детективном фильме «Багровый ключ» (1947). В этой картине частный детектив (Кент Тейлор) расследует таинственное убийство врача, в итоге выясняя, что преступление совершила его любовница-алкоголичка (Даулинг), так как сначала врач помог ей убить её богатого мужа, а затем стал шантажировать её этим убийством.
В 1947 году Даулинг снялась в главной роли в небольшой музыкально-романтической мелодраме «Сарумба» (1950), сыграв соблазнительную кубинскую певицу, у которой начинается роман с американским моряком. Хотя съёмки фильма проходили в Гаване в 1947 году, он вышел в широкий прокат только в 1950 году.
В этот период в Голливуде наступил послевоенный спад, который отразился и на карьере Даулинг. Перестав получать предложения ролей, она последовала за своей сестрой в Рим, где обе провели несколько лет, работая в итальянских фильмах.

## Кинокарьера за рубежом в 1949—1952 годах
В 1947 году сестры Даулинг переехали в Рим, став одними из первых голливудских актёров, работавших в Италии. Дорис благодаря связям Констанс получила возможность общения с проживавшими в Европе интеллектуалами, включая Жан-Поля Сартра, Альберто Моравиа, Эрнеста Хемингуэя и Чезаре Павезе. У последнего был бурный роман с Констанс, и когда она бросила его в 1950 году, он покончил с собой.
Дорис познакомилась с режиссёром Джузеппе де Сантисом, который был впечатлен её тёмными волосами, проникновенными глазами, алебастровым цветом лица и глубоким голосом. Де Сантис сказал Даулинг, что если она подтянет свой итальянский, то он возьмёт её в свой новый фильм. В итоге он снял её в неореалистической драме «Горький рис» (1949) в роли Франчески, меланхоличной напарницы похитителя драгоценностей Вальтера (Витторио Гассман). Подавшись в бега, Франческа присоединяется к группе женщин, работающих на рисовой плантации, где заводит дружбу с одной из них - Сильваной (Сильвана Мангано) и под влиянием нового окружения постепенно меняется. Как и настоящие работники, которым платили как статистам, Даулинг и Мангано работали с утра до ночи по колено в воде. Когда фильм был закончен, Даулинг потребовался перерыв, чтобы восстановить силы. Как рассказывала актриса в 1950 году после возвращения в Лос-Анджелес, там «было ужасно влажно. Мы действительно жили жизнью людей, которые работают в поле». Как отмечает Оливер, эта «малобюджетная картина получила высокую оценку критики, и наряду с некоторыми другими фильмами, показывающими реалии итальянской жизни после Второй мировой войны, помогла восстановить киноиндустрию страны и обеспечить ей место в международных кинотеатрах». По мнению Бергана, «хотя Даулинг и была хороша, тем не менее, фильм запомнился главным образом сладострастной Сильваной в шортах, открывающих бедра, и в порванных нейлоновых чулках, принеся славу прежде всего Мангано и Гассману».
В двух последующих итальянских фильмах, вышедших 1950 году, Даулинг, по словам Бергана, «снова затмили две итальянские секс-богини». В нуаровой мелодраме о контрабандистах «Алина» (1950) заглавная роль досталась Джине Лолобриджиде, а Даулинг сыграла роль второго плана. Затем, в романтической мелодраме «Сердца на море» (1950) Даулинг сыграла американскую кинозвезду, в которую влюбляются два итальянских морских офицера. Однако, современным критикам фильм более всего запомнился появлением 16-летней Софи Лорен, которая сыграла небольшую роль девушки в ресторане.
В 1951 году в Италии Даулинг сыграла роль пылкой Бьянки, ревнивой куртизанки, влюбленной в Кассио, в фильме Орсона Уэллса «Отелло» (1955). Съёмки фильма проходили в Италии, Марокко и США и растянулись на несколько лет. В итоге фильм вышел на американские экраны только в 1955 году.

## Карьера на телевидении, в кино и театре в 1952-1984 годах
После возвращения на родину в 1952 году Даулинг была частой приглашенной звездой на телевидении и часто появлялась на сцене Лос-Анджелеса.
В общей сложности с 1952 по 1984 год она сыграла на телевидении в 66 эпизодах 46 сериалов, среди которых «Театр „Армстронга“» (1952), «Медик» (1954), «Телевизионный театр Goodyear» (1954), «Шайенн» (1955), «Театр научной фантастики» (1955), «Театр звёзд „Шлитц“» (1958), «Ричард Даймонд, частный детектив» (1958), «Майк Хаммер» (1958—1959, 3 эпизода), «Шаг за грань» (1959), «Есть оружие — будут путешествия» (1959), «Истории Уэллс-Фарго» (1960), «Альфред Хичкок представляет» (1960), «Шоу Энди Гриффита» (1962), «Перри Мейсон» (1962), «Бонанза» (1963), «Дактари» (1966—1967, 3 эпизода), «Флиппер» (1967), «Улицы Сан-Франциско» (1972), «Барнаби Джонс» (1974-91979, 2 эпизода), Адам — 12" (1975), «Коджак» (1976), «Невероятный Халк» (1980), «Дюки из Хаззарда» (1980—1984, 2 эпизода) и «Саймон и Саймон» (1982).
У Даулинг также была постоянная роль в популярном ситкоме «Моя живая кукла» (1964—1965, 11 эпизодов), рассказывающем о роботе в образе прекрасной, но наивной девушки (Джули Ньюмар), которого передают на попечение психиатра (Роберт Каммингс).
Начиная с 1956 года, Даулинг появилась в серии малобюджетных фильмов категории В. В частности, она сыграла главные женские роли в криминальном триллере «Бегущая мишень» (1956) и криминальной комедии «Подмигивание» (1958), а также роль второго плана в криминальной драме «Разрушители вечеринок» (1958). Позднее у Даулинг была роль второго плана в семейной комедии «Птицы делают это» (1966), после чего актриса сыграла роли второго плана в двух своих последних фильмах — фильме ужасов «Автомобиль» (1977) и мелодраме «Разными путями» (1981).
В 1973 году Даулинг вернулась на бродвейскую сцену, сыграв в спектакле с полностью женским составом под названием «Женщины» (1973, 67 представлений). Помимо Даулинг, в этой постановке приняли участие такие кинозвёзды, как Мирна Лой, Ронда Флеминг, Алексис Смит и Ким Хантер. За игру в этом спектакле весь актёрский состав был удостоен премии Outer Critics Circle Award.

## Актёрское амплуа и оценка творчества
Даулинг была очаровательной актрисой с тёмными волосами и хрипловатым, глубоким голосом. В 1940-е годы вслед за своей белокурой сестрой Констанс Даулинг она пришла сначала на Бродвей, а затем направилась в Голливуд, где начала сниматься в середине 1940-х годов. Её первая заметная роль барной девушки в классическом фильме Билли Уайлдера «Потерянный уикэнд» (1945) стала, по мнению многих специалистов, её лучшей актёрской работой. Вслед за этим последовали картины «Синий георгин» (1946) и «Багровый ключ» (1947). Как пишет историк кино Хэл Эриксон, «не будучи классической красавицей в киношном смысле, Доулинг обладала космополитической привлекательностью, которая делала её полезной в ролях типа „эта девушка — беда!“». После всего лишь четырех фильмов в Голливуде Даулинг уехала в Италию, потому что, по её словам, студия Paramount Pictures давала ей «слишком мало ролей, если не считать ролей дикой сучки, которую убивают в первой сцене». В дальнейшем, как отмечает «Нью-Йорк Таймс», Даулинг хорошо показала себя в классическом итальянском фильме «Горький рис» (1949). Начиная с 1952 года, Даулинг работала в США, снимаясь преимущественно в телесериалах или работая на сцене.

## Личная жизнь
Дорис Даулинг трижды была замужем. В 1952 году она стала женой известного джазового музыканта Арти Шоу (она стала седьмой из его восьми жён). В 1953 году у них родился сын Джонатан Шоу (англ. Jonathan Shaw), а в 1956 году пара развелась. Впоследствии Джонатан стал известным художником по татуировкам в Нью-Йорке. 
С 1956 по 1959 году Даулинг была замужем за исполнительным директором кинокомпании United Artists Робертом Ф. Бламоуфом (англ.  Robert F. Blumofe), этот брак также закончился разводом. 
Наконец, в 1960 году Даулинг вышла замуж за телевизионного продюсера Леонарда Б. Кауфмана (англ.  Leonard B. Kaufman), с которым прожила до своей смерти в 2004 году.

## Смерть
Дорис Даулинг умерла 18 июня 2004 года в Лос-Анджелесе, Калифорния, США. Ей был 81 год.

## Фильмография
| Год       |   | Русское название                 | Оригинальное название                      | Роль                                     |
| --------- | - | -------------------------------- | ------------------------------------------ | ---------------------------------------- |
| 1944      | ф | И теперь завтра                  | And Now Tomorrow                           | подружка невесты (в титрах не указана)   |
| 1945      | ф | Потерянный уикэнд                | The Lost Weekend                           | Глория                                   |
| 1945      | ф | Позовите девушек                 | Bring on the Girls                         | девушка (в титрах не указана)            |
| 1946      | ф | Синий георгин                    | The Blue Dahlia                            | Хелен Моррисон                           |
| 1947      | ф | Багровый ключ                    | The Crimson Key                            | Маргарет Лоринг                          |
| 1948      | ф | Императорский вальс              | The Emperor Waltz                          | тирольская девушка (в титрах не указана) |
| 1949      | ф | Горький рис                      | Riso amaro                                 | Франческа                                |
| 1950      | ф | Алина                            | Alina                                      | Мари                                     |
| 1950      | ф | Сердца над морем                 | Cuori sul mare                             | Дорис                                    |
| 1950      | ф | Сарумба                          | Sarumba                                    | Хильдита                                 |
| 1951      | ф | Отелло                           | The Tragedy of Othello: The Moor of Venice | Бьянка                                   |
| 1952      | с | Отбой                            | Lights Out                                 | (1 эпизод)                               |
| 1952      | с | Театр «Армстронга»               | Armstrong Circle Theatre                   | (1 эпизод)                               |
| 1952      | с | Опасность                        | Danger                                     | (1 эпизод)                               |
| 1954      | с | Телевизионный театр Goodyear     | Goodyear Television Playhouse              | (1 эпизод)                               |
| 1954      | с | Медик                            | Medic                                      | Маргарет Ламберт (1 эпизод)              |
| 1955      | с | Шайенн                           | Cheyenne                                   | Кора Калвер (1 эпизод)                   |
| 1955      | с | Театр научной фантастики         | Science Fiction Theatre                    | разные роли (2 эпизода)                  |
| 1955—1956 | с | Кульминация                      | Climax!                                    | разные роли (2 эпизода)                  |
| 1956      | ф | Бегущая мишень                   | Running Target                             | Смитти                                   |
| 1957      | с | Театр звезд «Шлица»              | Schlitz Playhouse of Stars                 | Энн Стэндиш (1 эпизод)                   |
| 1958      | ф | Разрушители вечеринок            | The Party Crashers                         | миссис Хейзел Уэбстер                    |
| 1958      | ф | Подмигивание                     | Wink of an Eye                             | Мирна Дюшэйн                             |
| 1958      | с | Ричард Даймонд, частный детектив | Richard Diamond, Private Detective         | Мэрион Карл (1 эпизод)                   |
| 1958      | с | Знакомьтесь с Макгроу            | Meet McGraw                                | Рут Сантелл (1 эпизод)                   |
| 1958—1959 | с | Майк Хаммер                      | Mike Hammer                                | разные роли (3 эпизода)                  |
| 1959      | с | Шаг за грань                     | One Step Beyond                            | Шарлотта (1 эпизод)                      |
| 1959      | с | Есть оружие — будут путешествия  | Have Gun - Will Travel                     | Сара Ховард (1 эпизод)                   |
| 1960      | с | Шах и мат                        | Checkmate                                  | Хелен Лейси (1 эпизод)                   |
| 1960      | с | Таинственное шоу «Чеви»          | The Chevy Mystery Show                     | разные роли (2 эпизода)                  |
| 1960      | с | Истории Уэллс-Фарго              | Tales of Wells Fargo                       | Верна (1 эпизод)                         |
| 1960      | с | Альфред Хичкок представляет      | Alfred Hitchcock Presents                  | Энджи (1 эпизод)                         |
| 1960      | с | Сказки Ширли Темпл               | Shirley Temple's Storybook                 | Дарк Уотер (1 эпизод)                    |
| 1962      | с | Перри Мейсон                     | Perry Mason                                | Занета Холмс (1 эпизод)                  |
| 1962      | с | Шоу Энди Гриффита                | The Andy Griffith Show                     | Мэдлин Грейсон (1 эпизод)                |
| 1962      | с | Вытяжной трос                    | Ripcord                                    | Марго Кейн (1 эпизод)                    |
| 1962      | с | Высокий человек                  | The Tall Man                               | Мэйзи Тёрнер (1 эпизод)                  |
| 1963      | с | Одиннадцатый час                 | The Eleventh Hour                          | Джерри Ламберт(1 эпизод)                 |
| 1963      | с | Гриндл                           | Grindl                                     | Лена (1 эпизод)                          |
| 1963      | с | Галантные мужчины                | The Gallant Men                            | Кристина (1 эпизод)                      |
| 1963      | с | Бонанза                          | Bonanza                                    | Кэти О’Брайен (1 эпизод)                 |
| 1963      | с | Переломный момент                | Breaking Point                             | Белла (1 эпизод)                         |
| 1964      | с | Величайшее шоу на Земле          | The Greatest Show on Earth                 | Минни (1 эпизод)                         |
| 1964—1965 | с | Моя живая кукла                  | My Living Doll                             | Айрин Адамс, Айрин Роинсон (11 эпизодов) |
| 1966      | ф | Птицы делают это                 | Birds Do It                                | конгрессвумен Клэнгер                    |
| 1966      | с | Дактари                          | Daktari                                    | разные роли (3 эпизода)                  |
| 1967      | с | Флиппер                          | Flipper                                    | тётя Марта (1 эпизод)                    |
| 1971      | с | Смельчаки                        | Bearcats!                                  | Миссис Хуан О’Брайен (1 эпизод)          |
| 1971      | с | О’Хара, Казначейство США         | O'Hara, U.S. Treasury                      | судья Лесли Дуган (1 эпизод)             |
| 1972      | с | Улицы Сан Франциско              | The Streets of San Francisco               | Мисс Райан (1 эпизод)                    |
| 1974      | ф | Скажи мне, где болит             | Tell Me Where It Hurts                     | Рева                                     |
| 1974—1979 | с | Барнаби Джонс                    | Barnaby Jones                              | разные роли (2 эпизода)                  |
| 1975      | с | Завоюй любовь Кристи             | Get Christie Love!                         | доктор Басси (1 эпизод)                  |
| 1975      | с | Адам-12                          | Adam-12                                    | миссис Фэй Джеймисон(1 эпизод)           |
| 1975      | с | Медицинская история              | Medical Story                              | Марджори Листер (1 эпизод)               |
| 1976      | с | Коджак                           | Kojak                                      | Розмари (1 эпизод)                       |
| 1977      | ф | Автомобиль                       | The Car                                    | Берта                                    |
| 1979      | с | Чудо-женщина                     | Wonder Woman                               | миссис Уилсон (1 эпизод)                 |
| 1979      | с | Джейсон Уинтерс                  | Time Express                               | сестра Бертелли (1 эпизод)               |
| 1980      | с | Крупинки                         | Scruples                                   | Сэлли Ройтерс (1 эпизод)                 |
| 1980      | с | Невероятный Халк                 | The Incredible Hulk                        | миссис Грассо (1 эпизод)                 |
| 1980—1984 | с | Дюки из Хаззарда                 | The Dukes of Hazzard                       | разные роли (2 эпизода)                  |
| 1981      | ф | Разными дорожками                | Separate Ways                              | Ребекка Стивенс                          |
| 1982      | с | Саймон и Саймон                  | Simon & Simon                              | Аннетт, владелица бутика (1 эпизод)      |